# Alexandr Kibalko
Alexandr Vladimirovič Kibalko (rusky Александр Владимирович Кибалко; * 25. října 1973 Celinograd, Kazašská SSR) je bývalý rusko-kazašský rychlobruslař.
V mezinárodních závodech debutoval v roce 1993 na juniorském světovém šampionátu jako reprezentant Kazachstánu. V roce 1995 začal reprezentovat Rusko. Od sezóny 1995/1996 závodil ve Světovém poháru, tehdy se také poprvé představil na seniorských šampionátech. Zúčastnil se Zimních olympijských her 1998 (500 m – 33. místo, 1000 m – 28. místo, 1500 m – 22. místo). Nejlepších výsledků dosáhl v sezóně 2000/2001, kdy zvítězil v celkovém hodnocení Světového poháru v závodech na 1500 m a také obsadil přední příčky na šampionátech (4. místo na distanci 1500 m na Mistrovství světa na jednotlivých tratích, 5. místo na Mistrovství Evropy, 6. místo na Mistrovství světa ve víceboji). Startoval také na ZOH 2002 (1500 m – 22. místo) a zúčastnil se i ZOH 2006 (1000 m – 21. místo, 1500 m – 32. místo, stíhací závod družstev – 5. místo). Po sezóně 2005/2006 ukončil sportovní kariéru.